# 烃
烴又称碳氫化合物，是僅由碳和氫組成的有機化合物，包括烷烴、烯烴、炔烴及芳香烴，是許多其他有機化合物的基體。

## 名稱

### 字形
「烴」字是化學家取碳氫兩字的單元組合而成，由「碳」右下的「火」以及「氫」下半部的「巠」組合而成。

### 发音
- 《廣韻》記錄的中古音為古挺切，原解焦臭，粵普推導音「剄」。
- 中國大陆普通话為「聽」（ㄊㄧㄥ），此乃取碳的聲母和氫的韻母組合[5]。
- 在台灣，教育部國語暫皆採國語辭典簡編本，發音為「ㄊㄧㄥ」[6]。微軟新注音輸入法的「烴」（正體字）則仍使用舊發音（ㄐ一ㄥˇ）。除此之外，在化學方面，根據國立編譯館的化學命名原則第四版較第三版新增部分的附錄一火部中，讀做「聽」（ㄊㄧㄥ）。[7]
- 在粵語，「烴」音同「境」，亦可取「碳氫切」讀「聽」。

## 性質
烴類皆難溶於水，完全燃燒可轉化為二氧化碳和水，反應式如下：
{\displaystyle {\rm {C_{\textit {c}}H_{\textit {h}}+({\textit {c}}+{\frac {\textit {h}}{4}})\ O_{2}\rightarrow {\textit {c}}\ CO_{2}+{\frac {\textit {h}}{2}}\ H_{2}O}}}
烴類組合結構不同，性質可能會有極大差異。結構相似，性相近；結構不同，性相遠。正因如此，烴類種類繁多，是化學的大宗；但也由此許多同化學式的物質，其性質不相同，如1－丁烯和環丁烷皆為{\displaystyle {\rm {{C}_{4}{\rm {{H}_{8}}}}}}，但前者沸點為－6.3℃，后者沸點卻為12.5℃。
|                                      |                               |
| 環丁烷結構圖，為環烷烴，皆以單鍵連接 | 1－丁烯結構圖，部分為雙鍵連接 |

## 分類與命名
烴類的分類法有許多種，可依其分子結構分為鏈烴及環烴，其中鏈烴分子中的碳原子是以開鏈方式連結，如鏈烷、鏈烯與鏈炔，環烴的分子結構則為環狀，包含脂環烴（環烷、環烯與環炔）及芳香烴兩類。烴類也可依其原子間的鍵結方式分為飽和烴及不飽和烴，飽和烴是指烴分子中的碳原子只以單鍵結合者，包含各種烷類，不飽和烴則是指烴分子中的碳原子兼含有雙鍵或叄鍵者，如烯類、炔類及芳香烴等。此外，烴類依其化學性質也可分為脂肪烴及芳香烴兩大類，脂肪烴為鏈烴和脂環烴的合稱，芳香烴則是指分子結構中帶苯環的烴。另外，芳香烴之環上接有脂肪族者稱為脂芳烴。
烴類命名多用IUPAC命名法。
命名烴類，須先了解其共價鍵，若皆為單鍵，命名為烷烴；若有雙鍵，命名為烯烴；若有三鍵，則初步命名為炔烴。若組成為環狀，則初步命名為環烴。但若结构中出现苯环，則其為芳烴。

### 烷烴類
不考慮環烷烴的情況下，此類的化學式通式為CnH2n+2。
烷烴類的命名方法為：找出最長的碳鍵作為主鍵，依碳數命名之。若碳數小於十，以天干命名；若碳數多於十，以中文數字命名，如十一烷。
然後，再從最近的取代基開始以阿拉伯數字前冠，並以「-」隔開阿拉伯數字與中文，再依照同主鍵的方法命名之。若有多組相同取代基，則再用國文小寫數字前冠。
因為烷類一般簡單，故亦會使用「正、異、新」去區隔同化學式的烷類。IUPAC也曾推薦過此種命名方式，如戊烷的命名方式：

|             |                   |                       |
| 正戊烷 戊烷 | 异戊烷 2-甲基丁烷 | 新戊烷 2,2-二甲基丙烷 |

### 烯烴類

異戊二烯

若不考慮二烯、三烯、環烯烴等狀況，此類的化學式通式為CnH2n。
烯烴的命名方式和烷烴相似，惟須注意以下幾點：
- 烯烴須把雙鍵的最長鍵作為主鍵。
- 若結構裡出現了多次雙鍵的情形，則依其出現次數作國文小寫數字的前冠，如二烯、三烯。
- 烯烴的異構體可用「順、反」作標示，亦有些用「正、異」標示。

例：
順、反丁烯：

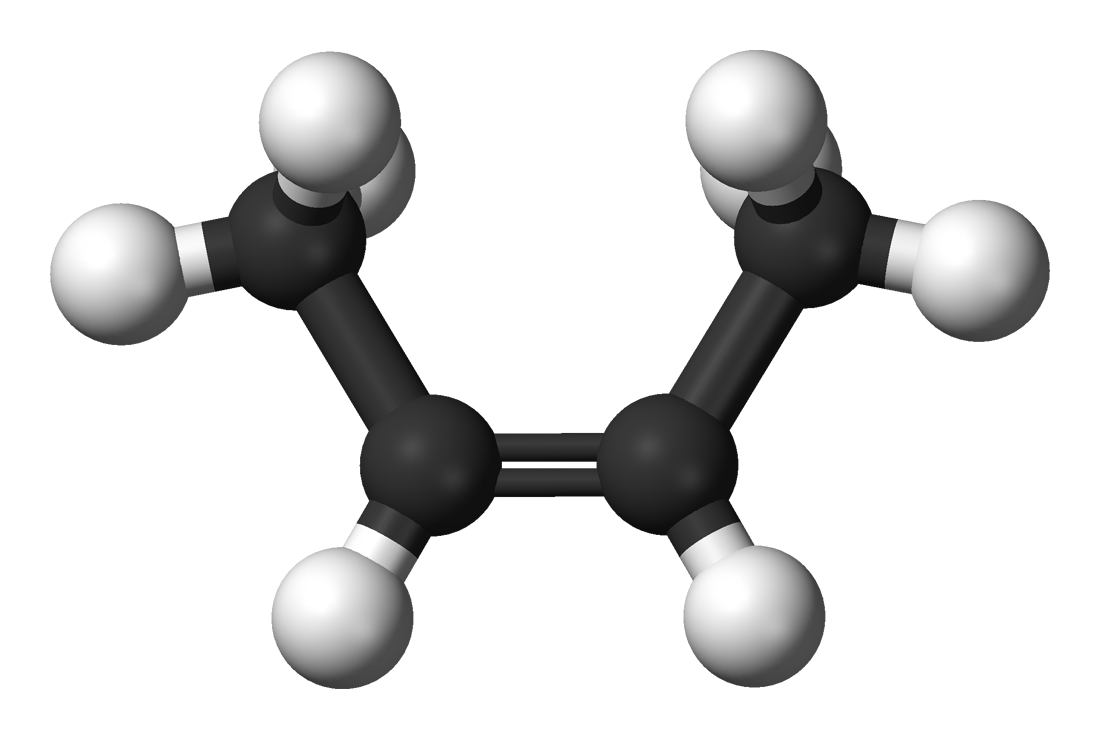
順-2-丁烯
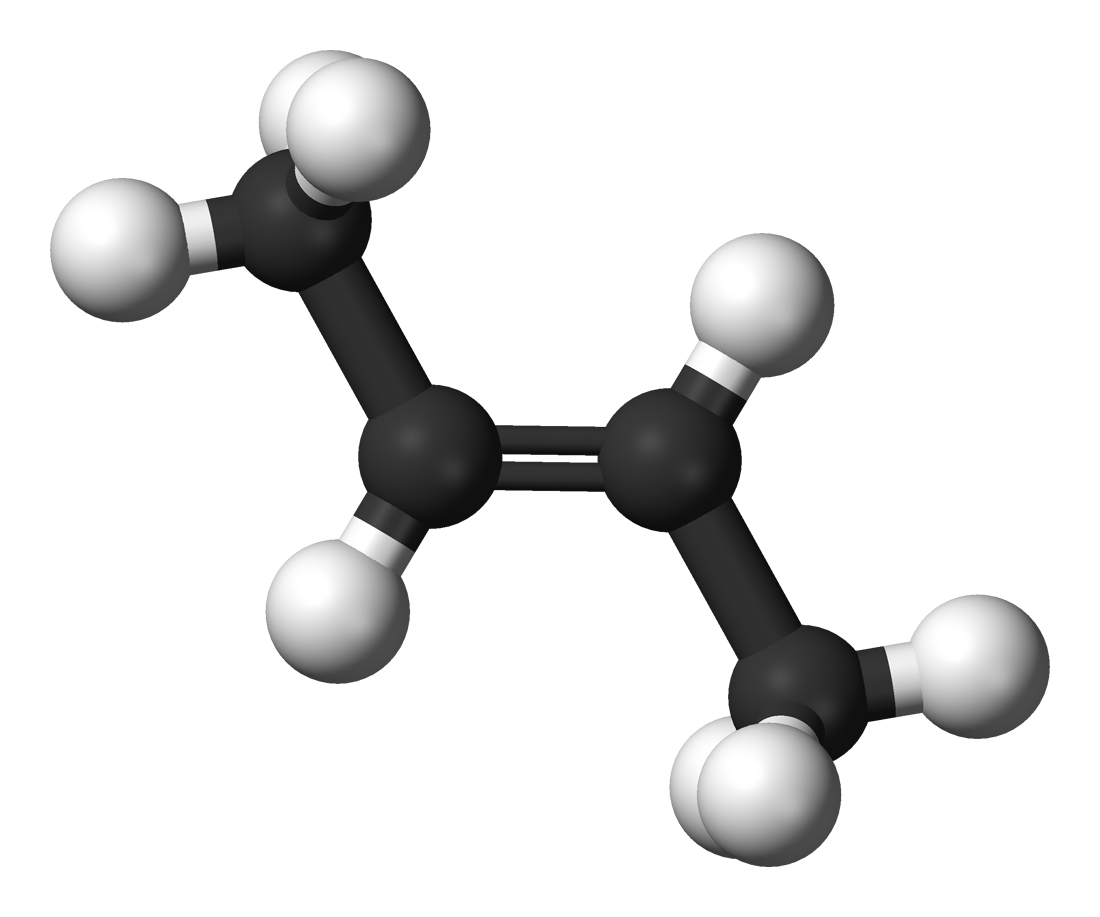
反-2-丁烯

異戊二烯

- 異戊二烯

### 炔烴類
若不考慮雙鍵及三鍵同時出現的狀況，以及二炔、環炔烴等狀況，此類的化學式通式為CnH2n-2。
炔類的命名方式也相似於烷類，但有以下幾點不同：
- 炔類須把三鍵的最長鍵當主鍵。
- 炔類沒有異構體但有環狀形態，如環辛炔。

例：
乙炔、丙炔：

乙炔
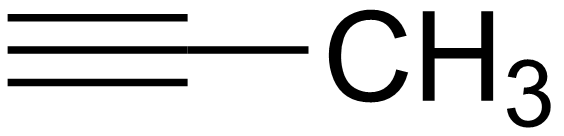
丙炔

### 環烴類
環烴類的命名，首先必須確定碳原子以環狀排列，且並不屬於芳香烴類。然後，再確定其皆為單鍵組成，抑或是有雙鍵、參鍵的部分。如皆為單鍵，則和烷類的命名方式相同，僅需在前添加環字，以做識別。如有雙鍵部分，則和烯類的命名方式相同，但須在前加環字識別。如有参鍵部分，則和炔類的命名方式相同，但須在前加環字識別。
例：
環戊二烯：

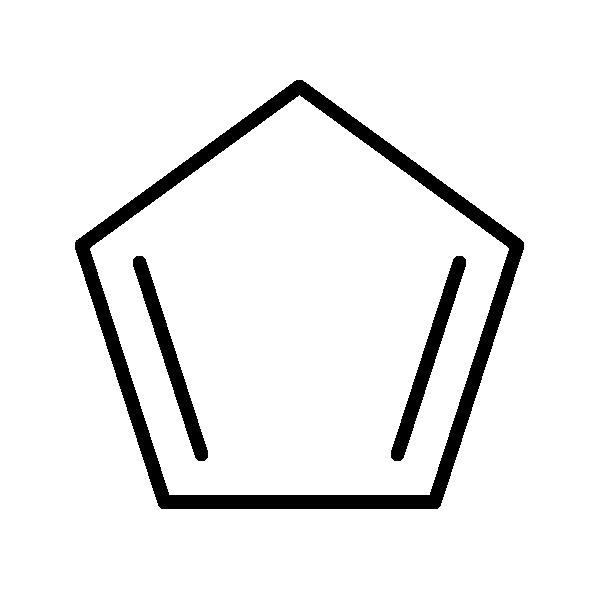
環戊二烯

丙烷和環丙烷：

丙烷，化學式為{\displaystyle {\rm {{C}_{3}{\rm {{H}_{8}}}}}}
環丙烷，化學式為{\displaystyle {\rm {{C}_{3}{\rm {{H}_{6}}}}}}

### 芳香烴
參見下表：

甲苯
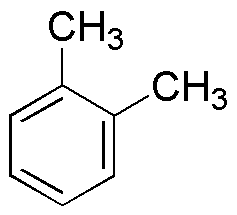
鄰二甲苯
對二甲苯
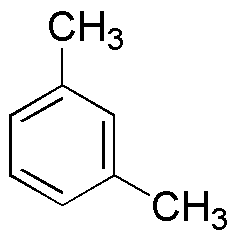
間二甲苯
1,3,5-三甲苯
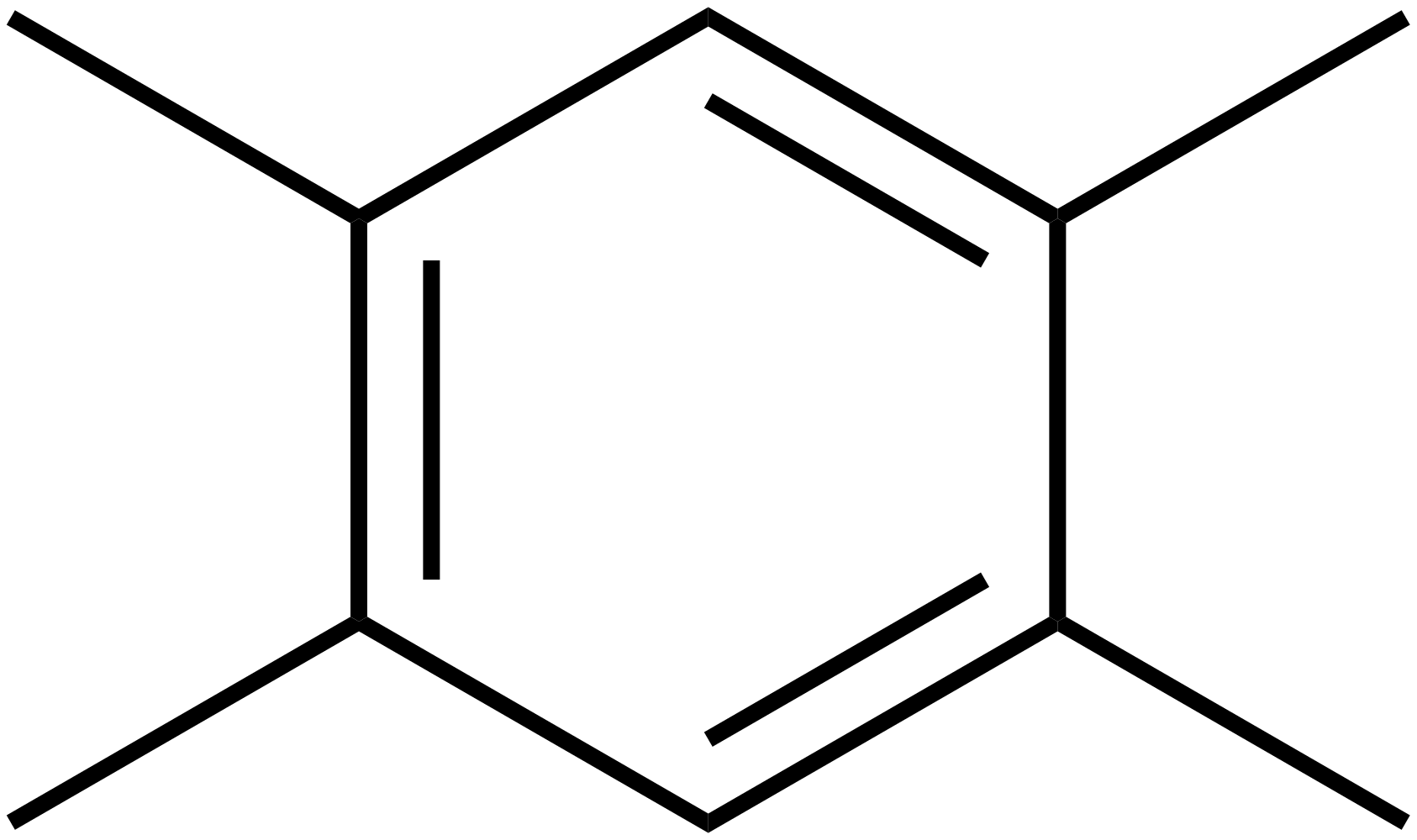
1,2,4,5-四甲苯
2-苯己烷
聯苯

## 用途
烴類是生活中應用廣泛的化合物，在經濟扮演重要角色，許多主要化石燃料皆隸屬此類別，如煤炭、石油和天然氣，以及它的衍生物塑料、石蠟、蠟等，還有一些會在工業上應用的部分溶劑與油皆屬於碳氫化合物。

### 各方面的應用
烴化物最大的應用層面為能源資源，亦為地球最重要的能源資源。

### 石油與分餾
一般開採到的烴類多是石油等混合物，需經分餾的階段，以下是分餾溫度，碳數以及用途的簡表：
| 成分   | 碳數   | 分餾溫度   | 用途                 |
| ------ | ------ | ---------- | -------------------- |
| 石油氣 | 1－4   | ＜20℃      | 燃料、化工原料       |
| 石油醚 | 5－6   | 20℃－60℃   | 有機溶劑             |
| 汽油   | 7－9   | 60℃－200℃  | 燃料                 |
| 煤油   | 10－16 | 175℃－300℃ | 燃料                 |
| 柴油   | 15－20 | 250℃－400℃ | 燃料                 |
| 潤滑油 | 18－22 | ＞310℃     | 潤滑油               |
| 殘留物 | 18－40 |            | 瀝青、鋪路、防水材料 |